# Schloss Eichhofen

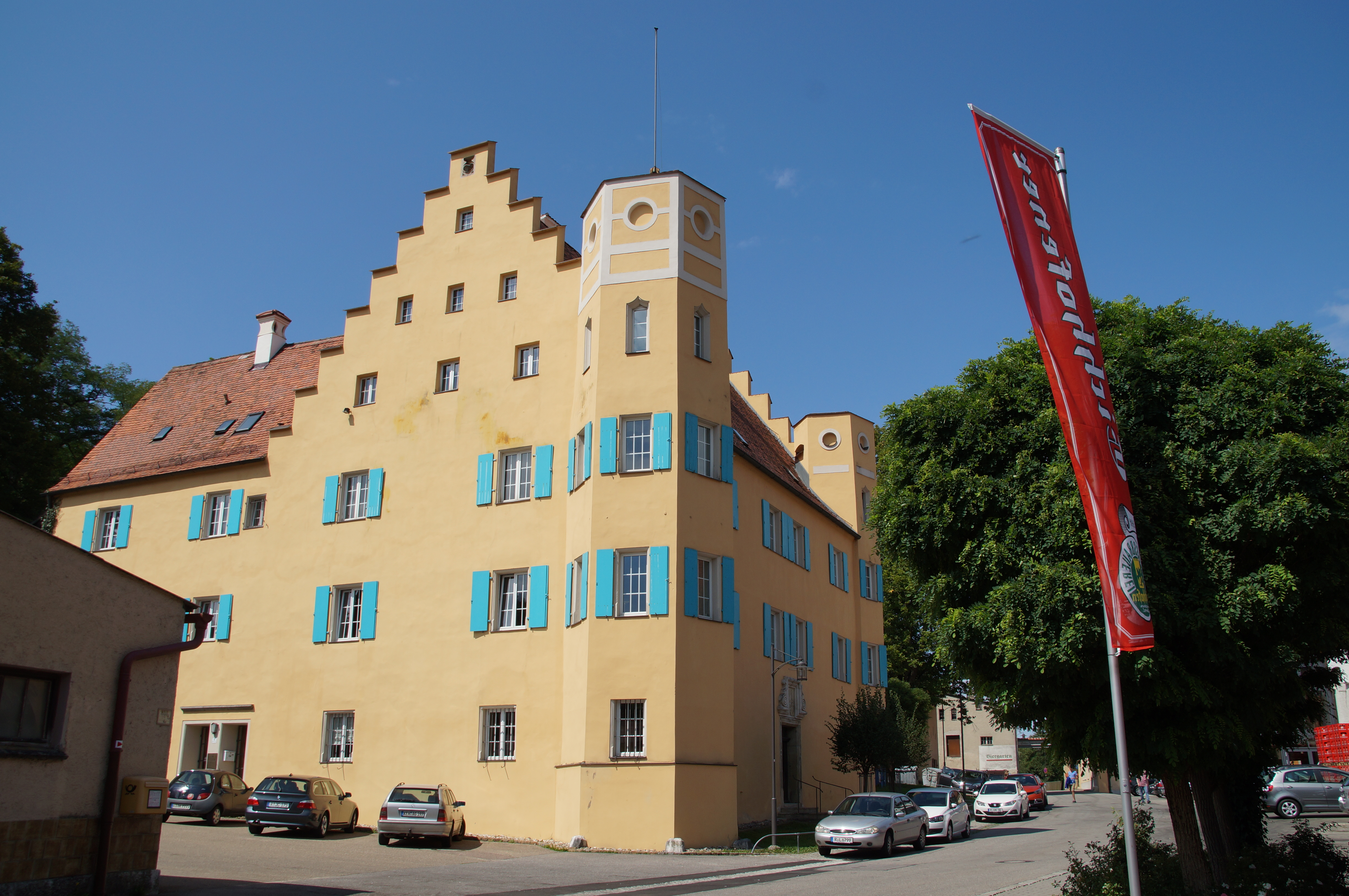
Schloss Eichhofen

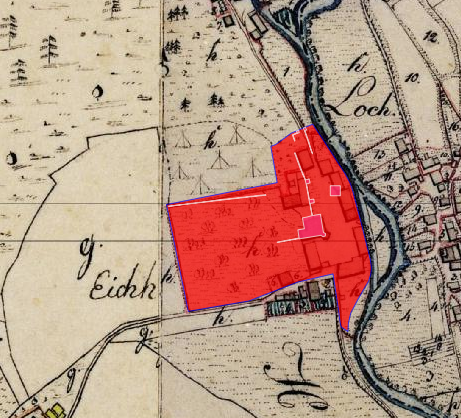
Lageplan von Schloss Eichhofen auf dem Urkataster von Bayern

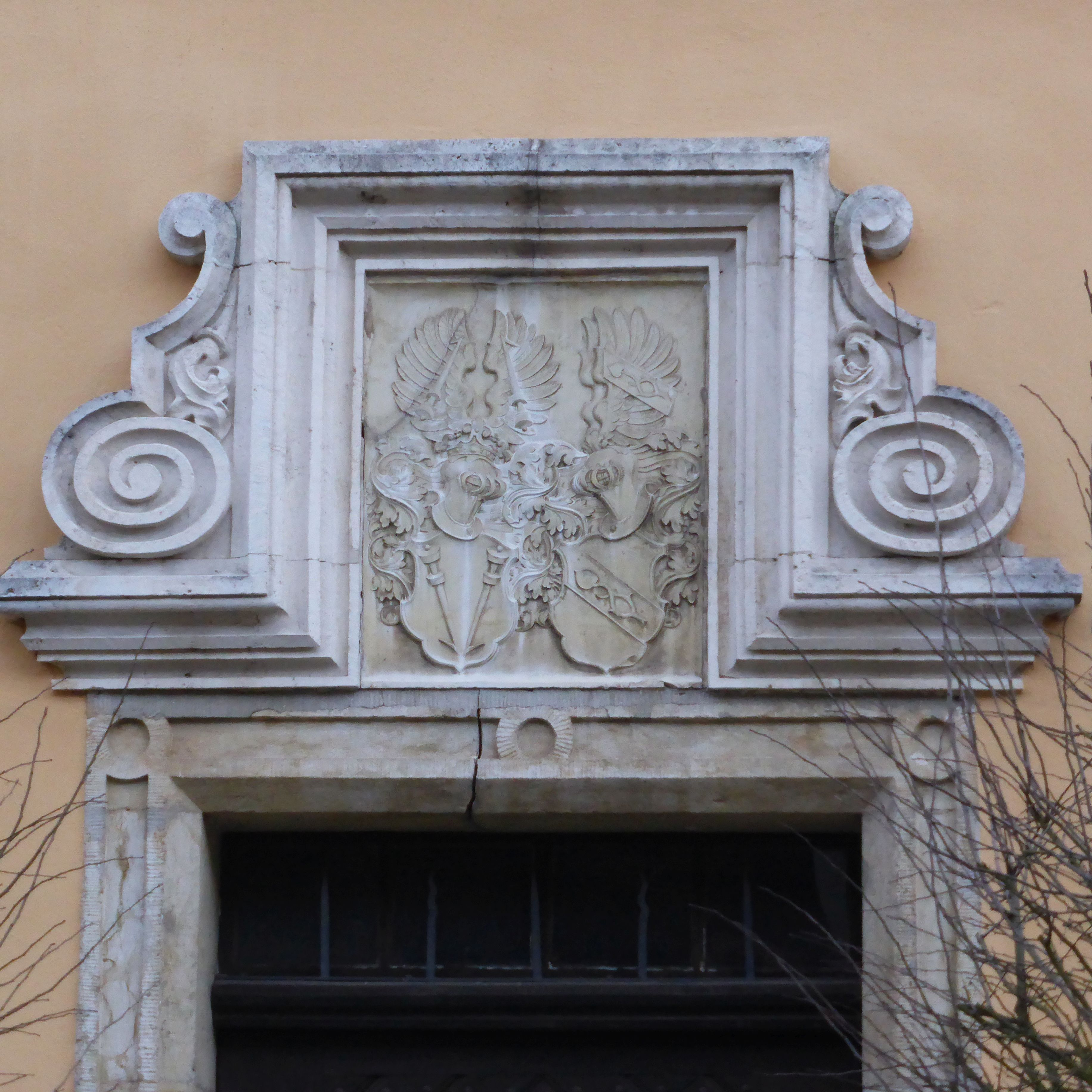
Allianzwappen der Sauerzapf-Rosenbusch am Portal zu Schloss Eichhofen

Das Schloss Eichhofen liegt im Ortsteil Eichhofen des Marktes Nittendorf im oberpfälzischen Landkreis Regensburg. Die Anlage ist unter der Aktennummer D-3-75-175-3 als denkmalgeschütztes Baudenkmal von Eichhofen verzeichnet. Ebenso wird sie als Bodendenkmal unter der Aktennummer  	D-3-6937-0155 im Bayernatlas als „archäologische Befunde der frühen Neuzeit im Bereich des ehem. Schlosses von Eichhofen, darunter die Spuren von Vorgängerbauten bzw. älterer Bauphasen“ geführt.

## Geschichte
Zu den Besonderheiten der bayerischen Landschlösser gehören die sogenannten Hammerschlösser, die vom 16. bis ins 18. Jahrhundert vornehmlich in der Oberpfalz als repräsentative Wohngebäude von Hammerwerk-Besitzern errichtet wurden. Zu diesen zählt auch das Schloss Eichhofen, 17 km westlich von Regensburg, im Tal der Schwarzen Laber. Das aus dem 16. Jahrhundert stammende Hammerschloss ist in der Denkmalliste der Gemeinde Nittendorf als schützenswertes Baudenkmal ausgewiesen und befindet sich heute in Privatbesitz.
Der ehemalige Eisenhammer hat im Jahr 1848 seinen Betrieb eingestellt, und die daraufhin errichteten Getreidemühlen stehen seit 1970 still. In den letzten Jahren wurde eine umfangreiche Sanierung des Schlosses mit den umliegenden Wirtschaftsgebäuden vorgenommen. Mit der Einrichtung eines Werk- und Ausstellungsraumes für Künstler im Obergeschoss der ehemaligen Mühle wurde Eichhofen zu einem kleinen, privaten Kulturzentrum, das in den letzten Jahren der Öffentlichkeit eine Reihe von Ausstellungen präsentieren konnte.
Im Gutshof befindet sich zudem noch eine Brauereigaststätte, in die der Besucher gemütlich einkehren und das vor Ort gebraute Bier der Schlossbrauerei Eichhofen genießen kann. Im 14. Jahrhundert gehörte der Hammer den Muckenthalern, dann folgten die Rammelsteiner (1527: Ruprecht Rammelsteiner), Ambrosius Raigner, 1560 Rentmeister Leonhard Sauerzapf, 1612 Wolf Heinrich Sauerzapf, der auch den Hammer Schönhofen besaß. Anna Katharina von Sauerzapf auf Ober- und Niederviehhausen und Eichhofen heiratete nach 1600 den Hans Jakob Rosenbusch von Notzing und so kam der Besitz an die Familie der Rosenbusch.
- 1579 Ambrosius Raiger vollendet den Bau des Schlosses. Nach seinem Tod erbt sein Enkel Hans Martin von Rosenbusch (Landrichter von Hirschberg) den Hammer von Loch und die Hofmark Eichhofen.
- 1692 Das Bräuhaus wird von Franz Wilhelm Freiherr von Rosenbusch (kurfürstlich bayerischer Kämmerer) neu erstellt.
- 1800 Unter den Gutsbesitzern Anton von Schmaus (1805–1825) und Freiherr von Axter (1825–1841) wurde die Industrialisierung in Eichhofen vorangetrieben. Schmaus führte den traditionsreichen Eisenhammer weiter.
- 1812 Um Anschluss an die moderne Eisenindustrie zu gewinnen, errichtet Schmaus einen Hochofen. Der Hochofen erzeugte jährlich 6000 Zentner Roheisen. Ferner errichtete Axter eine kleine Nagelfabrik.
- 1818 Ein neuer Industriezweig wurde mit der Herstellung von Spiegelglas eingeführt. 1818 wurde in Eichhofen eine Spiegelglasschleife errichtet, in der Rohglas aus dem Bayerischen Wald geschliffen und poliert wurde. Die Spiegelglasindustrie erlebte im 19. Jahrhundert ihre Blütezeit, während die oberpfälzische Eisenproduktion in eine schwere Strukturkrise geriet, von der auch der Eisenhammer von Eichhofen nicht verschont blieb.
- 1848 Schließung der Eisen- und Stahlproduktion, Bau von zwei modernen Kunstmühlen.
- 1870 Die Schlossbrauerei wurde mit Dampfenergie ausgestattet und hatte damals eine Jahresproduktion von 480 Hektoliter Bier. So entstand unter Wilhelm von Neuffer ein mit neuesten Techniken ausgestatteter landwirtschaftlicher Großbetrieb mit fast 100 Mitarbeitern.
- 1873 Bau der Eisenbahnlinie Nürnberg-Regensburg. Der Bahnhof Undorf hieß bis 1934 Bahnhof Eichhofen.
- 1936 Günther von Braunbehrens erwirbt das Gut, und dieses wird bis heute durch die Familie von Braunbehrens/Schönharting weiterbetrieben.
- 1970 Die Landwirtschaft und der Mühlenbetrieb werden eingestellt. Die Schlossbrauerei wird in wesentlichen Teilen erneuert und modernisiert.
- 1990 Kunst und Ausstellungsbetrieb in der Kunstmühle Eichhofen beginnen.
- 2005 Errichtung des neuen Sudhauses.[2]
- 2022 Eröffnung eines Brauereimuseums[3]